# Steinheilschrift

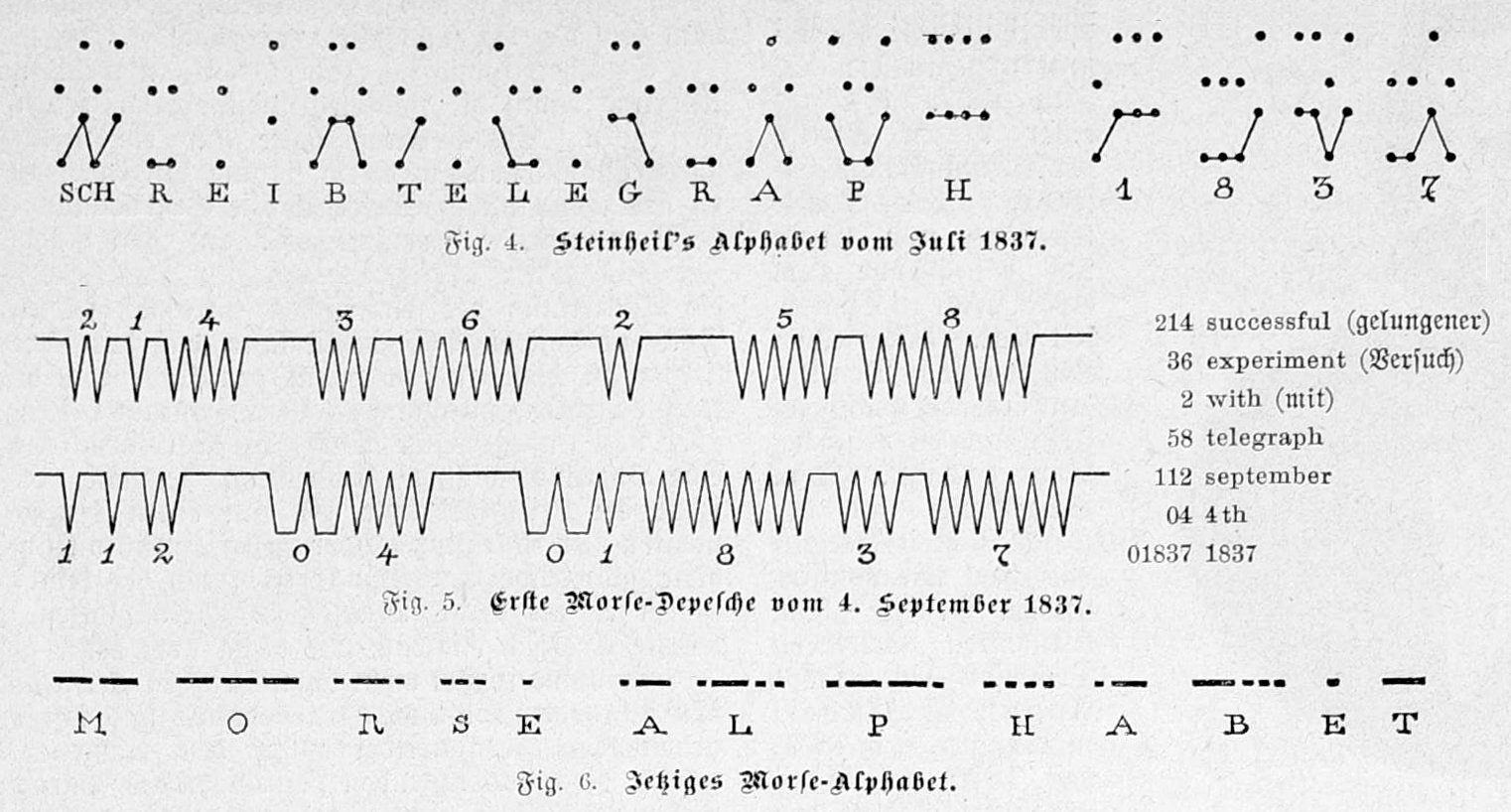
Vergleich der Steinheilschrift mit dem Morse-Alphabet

Die Steinheilschrift ist ein früher Telegrafencode. Sie wurde von Carl August von Steinheil erfunden, um Nachrichten mittels elektrischem Telegrafen übermitteln zu können. Steinheil benutzte positive und negative Spannungsimpulse gleicher Länge zur Signalübertragung. Sein Schreibtelegraf zeichnete daher mit zwei Stiften, die jeweils nur auf Ströme einer Richtung ansprachen, auf einem Papierstreifen in zwei Zeilen diese positiven und negativen Impulse als Punkte auf. Steinheil beschränkte die Länge eines Zeichens auf maximal vier Impulse, damit standen 30 Kodes zur Verfügung, daher gab es nicht für jeden Buchstaben und jede Zahl einen eigenen Kode.
Die Morseschrift ist eine einzeilige Strich-Punkt-Schrift, entwickelt von Alfred Vail, einem Mitarbeiter von Samuel Morse, und weiterentwickelt von Friedrich Clemens Gerke. Im Unterschied dazu verwendete Steinheil eine Methode der zweidimensionalen Mustererkennung zur Codierung. Der Techniker Emil Stöhrer baute 1849 einen Schreibtelegrafen mit zwei Stiften und schrieb in jeder Zeile Punkte und Striche.
Steinheils Zeichenkodierung
| Zeichen | Entsprechung |
| ------- | ------------ |
| a       | .·.          |
| b       | .··.         |
| c (k)   | ..·          |
| k (c)   | ..·          |
| ch      | ....         |
| d       | ·.           |
| e       | .            |
| f       | .··          |
| g (9)   | ··.          |
| 9 (g)   | ··.          |
| h       | ····         |
| i (j)   | ·            |
| j (i)   | ·            |
| l       | ·..          |
| m       | ···          |
| n       | ··           |
| o (0)   | …            |
| 0 (o)   | …            |
| p       | ·..·         |
| r       | ..           |
| s       | ..··         |
| sch     | .·.·         |
| t       | .·           |
| u (v)   | ·.·          |
| v (u)   | ·.·          |
| w       | ·.·.         |
| z       | ··..         |
| 1       | .···         |
| 2       | ·.··         |
| 3       | ··.·         |
| 4       | ···.         |
| 5       | ·...         |
| 6       | .·..         |
| 7       | ..·.         |
| 8       | ...·         |